# Thermes-Magnoac
Thermes-Magnoac är en kommun i departementet Hautes-Pyrénées i regionen Occitanien i sydvästra Frankrike. Kommunen ligger i kantonen Castelnau-Magnoac som tillhör arrondissementet Tarbes. År 2022 hade Thermes-Magnoac 230 invånare.

## Befolkningsutveckling
Antalet invånare i kommunen Thermes-Magnoac
| Referens: INSEE |